# Thomas Meier-Castel

Thomas Meier-Castel

Thomas Meier-Castel (* 20. Dezember 1949 in Blieskastel; † 23. September 2008 in Bexbach) war ein deutscher Maler und Grafiker.

## Leben
Thomas Meier-Castel wurde als eines von fünf Kindern in Blieskastel geboren. Seine Eltern waren Wilhelm (Eisenbahner) und Cäcilia Meier.
Er unternahm ab 1968 Reisen nach Paris, London, Rom und Florenz und studierte zwischen 1973 und 1976 klassische Radierverfahren der Druckgrafik bei Anian W. Steinert (Karlsruhe) sowie freies Zeichnen bei Professor Epple in Heidelberg. Bis 1982 arbeitete er in seinem Atelier in Blieskastel.
Ab 1982 lebte und arbeitete er mit seiner Frau, der Künstlerin Ute Gortner, im gemeinsamen Atelier in Bexbach und begann mit großformatigen Techniken zu experimentieren, indem er Lineamente auf zwei Quadratmeter große Metallplatten gravierte. Hier entstanden 1985 die ersten großen Radierungen (200 × 100 cm), die ein Jahr später zu den gewünschten Druckergebnissen mit einer von Erich Holzer entwickelten Tiefdruckpresse für Überformate führten.
Thomas Meier-Castel und Ute Gortner zogen 1989 nach Lothringen. Von hier aus unternahm Meier-Castel zahlreiche Reisen, wo er mit 'Vor-Ort Konzeptionen' an bedeutenden Stellen zwei Quadratmeter große Radierplatten aus Kupfer bearbeitete. So entstanden zum Beispiel Radierungen im November 1989 zwei Tage vor der Öffnung des Brandenburger Tores, oder die Morning Oil - Midnight Oil Serie 1998 in den Leunawerken.
2008 starb Thomas Meier-Castel nach kurzer schwerer Krankheit.

## Auszeichnungen
- 1986 gewann Meier-Castel den Kunstpreis Grafik in Ludwigshafen (1. Preis)
- 1987 den Perron Kunstpreis Grafik der Stadt Frankenthal (2. Preis)
- 2007 gewann er den Felix Hollenberg-Preis für Druckgraphik der Städtischen Galerie Albstadt.[2]

## Rezeption
„Thomas Meier-Castel war als Künstler eine Ausnahmeerscheinung, denn er widmete sich ganz und gar der Druckgrafik und eroberte dieser gern unterschätzten Gattung neue Formen und neue Räume - im übertragenen, wie im buchstäblichen Sinn. Sein Medium war die Radierung, präziser: die Kaltnadel, und er steigerte sie zu einer Intensität und zu Formaten, wie sie bis dahin unverstellbar waren.“ (Roland Möning Direktor des Saarlandmuseum - Moderne Galerie Saarbrücken, Katalog Thomas Meier-Castel Große Radierungen, ISBN 978-3-932036-92-7)
„Es ist ungewöhnlich dass ein Künstler, auf der Suche nach einem der Zeit und dem heutigen Leben entsprechenden Ausdruck, sich einem durch die Tradition von 400 Jahren vordefinierten Medium - der Kaltnadelradierung so unmittelbar verschreibt und dies zeitgemäß neu interpretiert. Damit nimmt Thomas Meier-Castel eine der radikalsten Positionen innerhalb der Druckgrafik ein.“ (Beate Reutter, 2008 zur Preisverleihung des Felix Hollenberg Preises)

## Ausstellungen (Auswahl)
- 1992 Musée d´Art Contemporain, Deutsch Foundation Belmont-sur-Lausanne, Schweiz
- 1993 Musée d´Art Contemporain, Deutsch Foundation „artistes de la collection“, Belmont-sur-Lausanne, Schweiz
- 1995 Musée Barrois, Bar-le-Duc, Frankreich
- 1997 Museum Folkwang, Essen
- 1998 Germanisches Nationalmuseum Nürnberg „Thomas Meier-Castel - Expansionen“
- 1998 Ludwig-Museum im Deutschherrenhaus, Koblenz „Thomas Meier-Castel - Giant Prints“
- 2001/02 Staatsgalerie Stuttgart „Thomas Meier-Castel - Radierung Pur“
- 2004 Pfalzgalerie Kaiserslautern „Thomas Meier-Castel - Liaison mit Schwarz. Große Radierungen 1990–2004“
- 2008 Staatliche Kunsthalle Karlsruhe: „Kräftespiel - Zeichnung und Grafik von Thomas Meier-Castel“
- 2008/09 Städtische Galerie Albstadt
- 2011 Saarländisches Künstlerhaus
- 2018 Moderne Galerie, Saarlandmuseum, Saarbrücken
- 2018 Kunstsammlungen Chemnitz „Thomas Meier-Castel - Große Radierungen“
- 2019 Saarländische Galerie Berlin „Thomas Meier-Castel - Große Radierungen/Giant Prints“